# Masyw Brzeźnicy
Masyw Brzeźnicy (Masyw Grochowej) – mały masyw górski w południowo-zachodniej Polsce, na Przedgórzu Sudeckim, stanowiący mikroregion Obniżenia Otmuchowskiego. Administracyjnie leży w województwie dolnośląskim.

## Lokalizacja
Masyw Brzeźnicy położony jest w północno-zachodniej części Obniżenia Otmuchowskiego, około 6 km na północ od Barda. Od wschodniej strony masyw graniczy z Obniżeniem Ząbkowickim, od północy z Obniżeniem Stoszowic, od południowego zachodu z pasmem Gór Bardzkich, a od południowego wschodu z Przedgórzem Paczkowskim.

## Charakterystyka
Masyw położony jest pomiędzy dolinami Nysy Kłodzkiej na południu i Budzówki na północy. Od Gór Bardzkich oddzielony jest obniżeniem Mikołajowa, przez które biegnie droga Srebrna Góra – Brzeźnica – Potworów. Masyw składa się z dwóch części: północno-zachodniej, wyższej i zalesionej, (określanej czasami jako Masyw Grochowej) oraz południowo-wschodniej, prawie bezleśnej, z kulminacją Bukowczyka (382 m n.p.m.). Siodłem oddzielającym te dwie części Masywu przebiega droga Braszowice – Brzeźnica. Najważniejsze wzniesienia, to: Brzeźnica (492 m n.p.m.), Grochowiec (425 m n.p.m.) i Stróżnik (417 m n.p.m.) i Bukowczyk (381 i 375 m n.p.m.).

## Budowa geologiczna
Masyw zajmuje południowy fragment bloku przedsudeckiego, a w jego obrębie masyw serpentynitowy Braszowic i masyw gabrowy Brzeźnicy oraz niewielkie fragmenty bloku sowiogórskiego.
Jest to urzeźbiony masyw o ciekawej strukturze geologiczne. Masyw Grochowej kontaktuje z łupkami krystalicznymi, przy czym od wschodu występuje zgnejsowany sjenit kwarcowy z apofizami sjenitu, które przecinają serpentynity. Wzgórze wschodnie masywu oddzielone jest od wzgórza zachodniego obniżeniem morfologicznym. Wzgórza te tworzą jeden masyw serpentynitowy przecięty strefą dyslokacyjną, wzdłuż której nastąpiła intensywniejsza erozja. Wzgórze wschodniej części masywu zbudowane jest zasadniczo z serpentynitów, jedynie na południowym wschodzie występują skały gabrowe. Serpentynity budujące masyw powstały w wyniku przeobrażenia skał zasadowych i ultrazasadowych w głębokiej facji metamorfizmu termicznego (kontaktowego). W masywie występują złoża magnezytów związane z prekambryjskimi masywami serpentynitowymi, a także złoża kamieni szlachetnych i ozdobnych – chryzopraz, chalcedon, opal. Ostateczny wygląd masyw otrzymał w okresie epoki lodowej. 

### Górnictwo
W obrębie masywu w przeszłości znajdowało się kilka kopalń magnezytu: „Konstanty”, „Anna”, „Kojancin”, „Małgorzata”, „Klara”, „Szczęść Boże”, „Grochów 1”, „Grochów 2”, „Grochów 3” i kopalnia „Stara”, pozostały po nich tylko nieczynne wyrobiska górnicze. Do chwili obecnej czynna jest tylko kopalnia „Konstanty”. Na początku XIX wieku na górze Grochowiec i Stróżnik wydobywano chryzopraz. W połowie XIX wieku istniały w pobliżu także dwie kopalnie węgla brunatnego.

## Krajobraz
Masyw przedstawia krajobraz niskich gór z niezwykle różnorodną rzeźbą terenu. Masyw Brzeźnicy jest pofałdowany, z wyraźnie sterczącymi wzgórzami, występują tu niewielkie doliny. Najwyższe wzniesienia nie przekraczają 500 m n.p.m. Rzeźbę masywu kształtują wypiętrzone stożkowe szczyty z wyraźnym podkreśleniem stromych zboczy. Masyw mimo niewielkich wysokości posiada strome zbocza i nieznacznie, pofalowaną linię grzbietową. Większość obszaru zajmują lasy. Wzniesienia porośnięte są aż po szczyty. Ze zboczy roztaczają się panoramy na okoliczne miejscowości i oddalone pasma górskie. Krajobraz częściowo przeobrażony. Najwyższym wzniesieniem masywu jest Brzeźnica – 492 m n.p.m. (w zachodniej części masywu).

## Klimat
Położenie fizycznogeograficzne oraz pobliskie pasma gór osłaniających masyw od południowego zachodu sprawiają, że nad masywem ścierają się masy powietrzne, wpływające na kształtowanie się typów pogody i zjawisk atmosferycznych tego mikroregionu. Masyw leży w obszarze występowania klimatu przedgórskiego i odznacza się specyficznym, surowszym klimatem. Pory roku są łatwo rozpoznawalne i wyznaczane przez przebieg temperatury: ciepła i wilgotna wiosna, ciepłe i często suche lato, chłodna i wilgotna jesień oraz mroźna zima ze znacznymi opadami śniegu. Średnia roczna temperatura wynosi od 7 do 8 °C. Najcieplejszym miesiącem jest lipiec, najzimniejszym – styczeń. Okres wegetacyjny rozpoczyna się w kwietniu i trwa ponad 200 dni. Zachmurzenie: średnie występuje w okresie jesienno-zimowym, najmniejsze w lecie. Opadom często towarzyszą gwałtowne burze z wyładowaniami.

## Wody
Masyw należy do zlewiska Morza Bałtyckiego, położony jest w dorzeczu Odry. Największą rzeką zbierająca wraz ze swoimi dopływami wody z północnych zboczy jest Budzówka, lewostronny dopływy Nysy Kłodzkiej, z południowych zboczy wody zbierane są przez potok Studew, lewostronny dopływ Mszanicy.

## Miejscowości
W obrębie masywu położone są miejscowości: Budzów-Kolonia, Mikołajów, Grochowa, Brzeźnica, Braszowice.

## Sieć komunikacyjna
W pobliżu masywu przechodzą drogowe szlaki komunikacyjne:
- po północno-zachodniej stronie masywu przechodzi droga wojewódzka nr 385 z Grodkowa do Nowej Rudy;
- po południowo-zachodniej – droga lokalna z Barda do Jemnej;
- po południowej – droga lokalna z Brzeźnicy do Ząbkowic Śląskich.

## Zabytki
- Braszowice – kościół parafialny św. Wawrzyńca, wzmiankowany w 1270 r.
- Brzeźnica – kościół parafialny św. Mikołaja, wzmiankowany w 1399 r.
- Zespół umocnień ziemnych Czerwone Szańce z okresu wojny trzydziestoletniej zbudowanych przez Szwedów w obrębie masywu, ciekawy zabytek dawnej sztuki fortyfikacyjnej.
- W lesie poniżej Brzeźnickiej Góry znajduje się wczesnośredniowieczne grodzisko, nazywane przez dawnych mieszkańców „Polskim Grobem”, gdzie od dawna znajdowano dawną broń, ozdoby i naczynia.

## Turystyka
W obrębie masywu prowadzą szlaki turystyczne piesze i rowerowe.
piesze
- zielony – ze Srebrnej Góry do Słupic przechodzący partią szczytową masywu.

rowerowe
- czerwony – prowadzący wokół zachodniej części masywu;
- niebieski – prowadzący północno-wschodnim zboczem masywu;
- czarny – Srebrna Góra – Ząbkowice Śląskie, prowadzący południowo-zachodnim podnóżem masywu.